# Алдино
Алдино (итал. Aldino) је насеље у Италији у округу Болцано, региону Трентино-Јужни Тирол.
Према процени из 2011. у насељу је живело 1656 становника. Насеље се налази на надморској висини од 1191 м.

## Становништво
Према резултатима пописа становништва 2011. у општини је живело 1.651 становника.
| 1931. | 1936. | 1951. | 1961. | 1971. | 1981. | 1991. | 2001. | 2011. |
| ----- | ----- | ----- | ----- | ----- | ----- | ----- | ----- | ----- |
| 1.161 | 1.279 | 1.298 | 1.366 | 1.430 | 1.516 | 1.590 | 1.656 | 1.651 |